# Atracción sexual

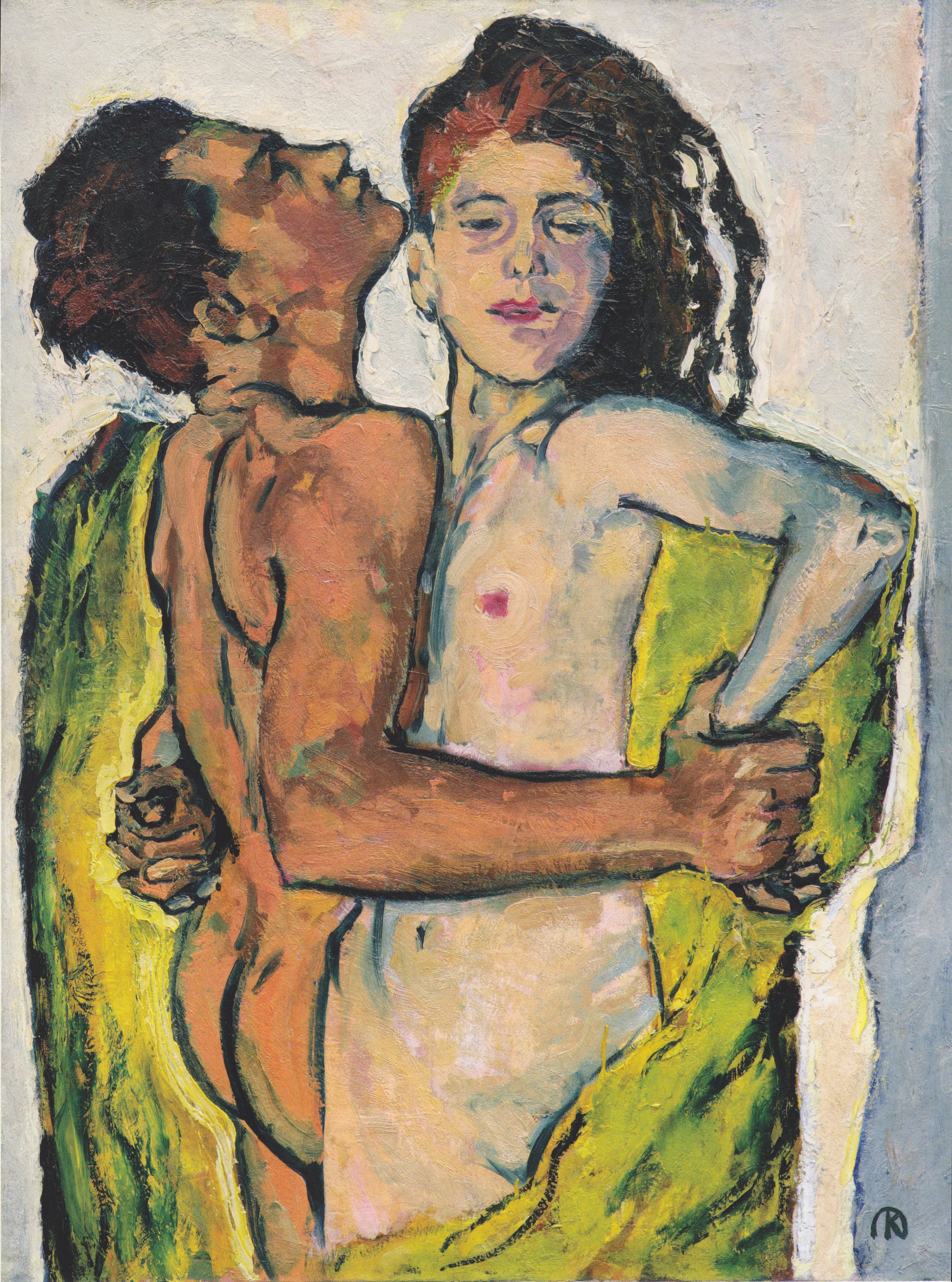
Liebespaar, de Koloman Moser (1868-1918), c. 1913

La atracción sexual es la cualidad de despertar interés hacia una persona sexuada, sobre la base del deseo sexual y en relación estrecha con la orientación sexual del individuo. A su vez, el atractivo sexual es la capacidad de atraer el interés sexual o erótico de otra persona, siendo un factor en la selección sexual. La atracción puede ser a las cualidades físicas, a los rasgos de una persona o a ciertas cualidades según sea el contexto. La atracción puede ser a la estética o los movimientos de una persona o su voz u olor, además de otros factores. La atracción se puede realzar con los adornos, la ropa, el perfume o el estilo de una persona. Puede estar influenciado por factores genéticos, psicológicos o culturales individuales, u otras cualidades más amorfas. La atracción sexual también es una respuesta a otra persona que depende de una combinación de la persona que posee los rasgos y según los criterios de la persona que se siente atraída. Recientemente un estudio coordinado por Jim Pfaus, profesor de neurociencia y psicología de la Universidad Concordia (Canadá) y en el que han participado especialistas de la Universidad de Siracusa (EE. UU.), Universidad de Virginia Occidental (EE. UU.) y del Hospital universitario de Ginebra (Suiza) y publicado en el Journal of Sexual Medicine han descubierto que en el sistema límbico, incluyendo el hipocampo y la amígdala, es decir, situado en la arquicorteza, es donde se localiza tan poderoso proceso fisio-psicológico.
Aunque se han intentado establecer criterios objetivos de atractivo sexual y medirlo como una de varias formas corporales de activos de capital, el atractivo sexual de una persona es en mayor grado, una medida subjetiva que depende de la percepción, el interés de otra persona y orientación sexual.

## La atracción sexual humana
Atracción física-sexual se refiere al proceso de generación de actitudes positivas hacia una persona, favorecida porque tal persona posee o muestra determinadas características físicas y sexuales deseables. Es una atracción basada fundamentalmente en el interés que su aspecto físico genera en la otra persona y en el deseo sexual que suele ser natural durante el enamoramiento y las primeras fases del proceso amoroso (salvo personas asexuales). Si bien la necesidad de afiliación es la que nos lleva a establecer relaciones interpersonales, el deseo sexual (originado de la necesidad de tener relaciones sexuales) es la que permite la aparición de la atracción sexual. En un primer lugar, se trata de impulsos sexuales indiscriminados que nos empujan a buscar pareja sexual, que se transforman, posteriormente, en atracción sexual selectiva por individuos concretos. 

### La atracción sexual y enamoramiento
La atracción física y sexual por una persona va a generar unas expectativas sobre la posible ocurrencia de eventos que producen placer y gratificación (Careño, 1991). En este momento se unen la excitación producida por los deseos sexuales y la producida por las expectativas sociales aprendidas y se enfocan hacia una misma persona, apareciendo el estado que llamamos de enamoramiento. Este estado puede verse potenciado si existe una reciprocidad de atracción y una disponibilidad mutua. Es la primera etapa de las relaciones amorosas en nuestra cultura (Seduquere, 2010).

### La atracción sexual y el amor
La atracción sexual no siempre implica la existencia de la atracción romántica entre las personas, ya que son dos atracciones no necesariamente simultáneas. Una persona sexual arromántica sentiría la atracción sexual pero no la romántica.
La atracción sexual tiene esa vehemencia de estar con la otra persona sexualmente. El amor en este campo suele nacer después de un largo periodo de este proceso de la atracción sexual.

### Estímulos que pueden generar atracción sexual
Los estímulos que producen atracción se centran principalmente en
1. Características que, bien de forma natural o bien por costumbres socioculturales, diferencian a uno y otro sexo.
2. Signos de salud y juventud y rechazo los signos de enfermedad y vejez.
3. Cualidades externas (por ejemplo, la forma de vestir).

### Feromonas
Las feromonas son sustancias químicas secretadas por los seres vivos, con el fin de provocar comportamientos específicos en otros individuos de la misma especie. Son un medio de transmisión de señales que pueden ser tanto volátiles como no volátiles.

## Tipos de atracción sexual
Los criterios de la atracción sexual pueden ser clasificados dentro de los parámetros de la alosexualidad (atracción sexual normativa) y la asexualidad (ausencia total o parcial de atracción sexual); siendo la demisexualidad (atracción sexual sólo si previamente se experimenta una conexión emocional profunda) y la grisexualidad (espectro intermedio entre la asexualidad y la alosexualidad) categorías derivadas de la asexualidad. Otra variante relacionada con la asexualidad es el arromanticismo, definido como la ausencia total o parcial de atracción romántica. En la comunidad LGBT, existen estereotipos sexuales que están estrechamente relacionados con la atracción sexual y con la expresión de género. Entre estos cabe destacar a las llamadas  lesbianas butch (masculinas) o a las lesbianas femme (femeninas), así como a las comunidades de osos (hombres maduros de cuerpo fornido y con abundante vello facial y corporal), twinks (hombres lampiños que apenas han superado la mayoría de edad) o leathers (personas atraídas por el uso de objetos de color negro y artículos de cuero), entre otras muchas variantes.

### Asexualidad

Bandera de la asexualidad.

La asexualidad es la falta parcial o total de algún tipo de orientación sexual, por lo que a menudo no se cataloga bajo los parámetros de orientación sexual. Sin embargo, organizaciones como Asexual Visibility and Education Network buscan el reconocimiento de la asexualidad como una orientación sexual que se catalogue bajo los parámetros psicológico-sociales de la heterosexualidad, la homosexualidad y la bisexualidad. Dentro de la conducta asexual, el individuo manifiesta poca o ninguna atracción sexual hacia cualquier individuo de cualquier identidad de género o sexo, pero esto no exime a las personas asexuales de experimentar atracción emocional, afectiva o romántica hacia otras personas. La asexualidad no debe confundirse con el celibato o la abstinencia, que son sólo la supresión de las relaciones sexuales por motivos religiosos o personales, no involucrando la supresión del deseo sexual. La asexualidad define a aquellas personas que tienen una atracción sexual normativa como alosexuales. Al mismo tiempo, la asexualidad tiene variables, siendo las principales la demisexualidad y la grisexualidad.  

### Demisexualidad

Bandera de la demisexualidad.

La demisexualidad es una variante de la asexualidad en la que la persona no experimenta atracción sexual si no ha formado previamente una conexión emocional profunda con una pareja potencial. Antes de ello, el demisexual se comporta como un asexual e incluso puede llegar identificarse como tal. La Demisexual Resource Center afirma que los demisexuales «se consideran parte de la comunidad asexual, ya que, en su mayor parte, no experimentan atracción sexual». La demisexualidad puede ser de fijaciones heterosexuales y homosexuales que se desarrollan en una atracción sexual secundaria hacia personas con las que se han establecido estrechos vínculos amorosos, mientras que como atracción sexual primaria se manifiesta una aparente orientación asexual. Normalmente, las relaciones comienzan por la etapa primaria (atracción física) y en algunos casos se llega a la secundaria (sentimientos profundos de amor, cariño, lealtad y compromiso), siendo muy común que sin un interés físico llegue a cultivarse la relación de pareja. En otros casos se decide no pasar de ahí (relaciones muy esporádicas o únicamente sexuales, etc). En la demisexualidad ocurre al contrario; para alcanzar la etapa primaria hay que alcanzar antes la secundaria.

### Grisexualidad

Bandera de la grisexualidad.

La grisexualidad es un espectro intermedio entre la asexualidad (ausencia de atracción sexual) y la alosexualidad (presencia de atracción sexual), un grado de atracción sexual intermedia en el que la persona sólo puede experimentar atracción sexual en contadas ocasiones específicas: ya sea rara vez, sólo bajo circunstancias muy concretas o bien de una intensidad tan baja que puede ser ignorable. Aunque se puede considerar un tipo de atracción sexual concreto, realmente es una variante de la asexualidad, entendida como la falta total de algún tipo de orientación sexual, bien de forma permanente o variable. Las personas asexuales pueden tener cualquier orientación romántica, pese a presentar una atracción sexual muy débil, ya que consideran que las identidades sexuales y románticas no necesariamente están vinculadas. En el mundo anglosajón, los individuos grisexuales son referidos como «gray-A» o «gray ace».

## La atracción sexual y las dimensiones sensoriales
La atracción sexual humana y animal tienen en común el instinto biológico, los sentimientos, emociones y pensamientos que involucran un significado importante en la atracción. Depende mucho de la percepción de los sentidos, la idea propia de lo que una persona considere sexualmente atractivo y los comportamientos del individuo. 
Un primer encuentro exitoso entre ambos sexos dependerá en gran medida de la percepción de cada sentido. Si se demuestra la compatibilidad entre ambos individuos se logrará llegar al acto sexual, determinante para la conservación de la especie.
Gran parte de la atracción sexual humana es dirigida por el atractivo físico. Esto involucra los sentidos, sobre todo, en el comienzo:
- Vista. La percepción visual llega a la retina y el nervio óptico traslada esta información a la corteza cerebral. Una vez allí se decodifica la información y se produce la interrogante: ¿es atractivo(a) o no? La mayoría de las mujeres, por lo general, concentra su vista en el rostro, espalda, brazos, manos y pies de un hombre; por otra parte, los hombres se fijan más en el rostro, senos, caderas, trasero y piernas de una mujer (en especial los muslos).

- Audición. Las ondas sonoras llegan al oído y la energía mecánica es transformada en energía bioeléctrica. Aquí se produce una vibración que llega a la corteza cerebral y es decodificada relacionando sonido con imagen, lo que crea una imagen acústica. El cerebro compara la información con lo que se considera atractivo, si existen coincidencias se generará atracción sexual.

- Olfato. El olfato es un sentido muy sensible y poderoso. Es el único que viaja directamente a la corteza cerebral, por lo cual es el sentido más rápido de todos. Este determinará, según el olor, considerar a alguien agradable o repulsivo; un resultado positivo será fundamental en el proceso de atracción.

- Tacto. La piel alberga al sentido del tacto, el más extenso de todos. Las yemas de los dedos junto con los labios constituyen las áreas más sensibles y con más nervios perceptivos del cuerpo. Una estrategia sería entonces estimular la piel del otro individuo, con respeto y ternura.

- Gusto. La lengua posee entre 5 y 12 mil papilas gustativas y puede distinguir cinco sabores: dulce, salado, agrio, amargo y umami. Si en la interacción con el otro individuo se presentan comidas con sabores agradables el cerebro puede relacionar el momento y el sabor agradable con la persona; en consecuencia, se desarrolla la atracción sexual.

Aunque los gustos y preferencias sexuales de cada persona suelen ser muy variados en relación con otros individuos, una mezcla de buenas impresiones a los sentidos puede generar un "disparo" de atracción sexual.